# Henry Krieger
Henry Krieger (New York, 9 febbraio 1945) è un compositore statunitense, noto soprattutto per i suoi musical a Broadway.
Per la colonna sonora di Dreamgirls ha vinto un Grammy Award e ha ricevuto candidature a un Tony Award e tre premi Oscar.

## Biografia
Dopo gli studi all'American University e alla Columbia University, Krieger cominciò a comporre musical per spettacoli dell'Off-Off-Broadway, ottenendo un primo successo nel 1975 con Tom Eyen per il musical The Dirtiest Musical in Town.
Nel 1981 Dreamgirls debuttò a Broadway con la regia di Michael Bennett: lo show fu un trionfo e vinse sei Tony Award, otlre ad essere candidato al Tony Award alla miglior colonna sonora originale. Per l'album del musical Krieger vinse il Grammy Award al miglior album di un musical teatrale.
Nel 1997 fu nuovamente candidato al Tony Award alla migliore colonna sonora per il musical Side Show. Nel 2006 Dreamgirls fu adattato per il grande schermo e, per l'occasione, Krieger scrisse tre nuove canzone, ognuna delle quali gli valse una candidatura al Oscar alla migliore canzone.
Dichiaratamente omosessuale, Krieger è impegnato in una relazione con l'attore Robert Joy dal 1987.

## Riconoscimenti
- Premio Oscar
  - 2007 – Candidatura per la miglior canzone per Listen
  - 2007 – Candidatura per la miglior canzone per Love You I Do
  - 2007 – Candidatura per la miglior canzone per Patience
- Golden Globe
  - 2007 – Candidatura per la miglior canzone originale per Listen
- Grammy Award
  - 1983 – Miglior album di un musical teatrale per Dreamgirls
  - 2008 – Candidatura per la miglior canzone scritta per un film, televisione o altri media audio-visivi per Love You I Do
- Satellite Award
  - 2007 – Candidatura per la miglior canzone originale per Listen
  - 2007 – Candidatura per la miglior canzone originale per Love You I Do
- Tony Award
  - 1982 – Candidatura per la migliore colonna sonora originale per Dreamgirls
  - 1998 – Candidatura per la migliore colonna sonora originale per Side Show